# Gravity Guy
Gravity Guy es un videojuego de correr sin fin de 2010 desarrollado y publicado por Miniclip para iOS, webOS, Symbian, macOS, Windows Phone, MeeGo, Android y Windows.

## Jugabilidad
El jugador controla Gravity Guy tocando la pantalla (o presionando la tecla de la barra espaciadora del teclado en las versiones de computadora) para cambiar la gravedad. El objetivo es correr lo más lejos posible evitando obstáculos que puedan atrapar al personaje principal (que puede ser asesinado por un policía), cayéndose o saliendo volando de la pantalla. Si muere, el jugador regresa al último punto de control tomado.
Los tres modos del juego son Modo Historia, Sin Fin y Práctica. El modo Historia presenta hasta sesenta niveles para "Ejecutar" y "Rescate", treinta niveles para cada parte de la historia, con hasta quince niveles en el juego Flash original. El modo sin fin consta de niveles generados aleatoriamente, mientras que el modo Práctica recorre los niveles de la historia sin el oficial de policía. El juego también contiene un modo multijugador, que permite que hasta cuatro jugadores (usando Game Center en iOS o localmente) jueguen.